# Silvia Tea Spinelli
Silvia Tea Spinelli (Bari, 29 ottobre 1970) è una dirigente sportiva ed ex arbitro di calcio italiana, componente della CAN C dell'Associazione Italiana Arbitri (AIA).

## Carriera
Spinelli ha superato l'esame di arbitraggio nel 1991 a Bari. Abilitata dal Comitato Arbitrale FIGC, è stata la prima donna italiana a diventare arbitro nazionale nel 2002. Durante la sua carriera è stata arbitro o quarto uomo nei campionati di Lega Pro Seconda Divisione, Lega Pro Prima Divisione, Serie B e Serie A.
Molto più raramente ha arbitrato incontri nel campionato italiano femminile di calcio, tuttavia ha diretto numerosi incontri di calcio femminile a livello internazionale, sia in tornei riservati a club, che a nazionali giovanili e maggiori.
È stata nominata arbitro internazionale dalla Federazione Italiana Giuoco Calcio (FIGC) ed è registrata dalla Fédération Internationale de Football Association (FIFA) dal 2003 come arbitro donna. La Union of European Football Associations (UEFA) l'ha classificata tra i primi 17 arbitri d'élite femminili europei dal 2011. In carriera ha diretto incontri validi per le qualificazioni al campionato mondiale femminile di calcio, campionato europeo femminile di calcio, l'edizione 2005 dell'Europeo femminile Under-19 e nella UEFA Women's Champions League. Inoltre è stata impiegata come ufficiale della FIFA al campionato mondiale femminile Under 20 di calcio 2012.
All'inizio del 2014 Spinelli, a causa di un infortunio alla gamba, è costretta ad abbandonare il terreno di gioco per una lunga riabilitazione, tornando a dirigere un incontro dal novembre di quello stesso anno. Prosegue l'attività fino al 2015, dirigendo la sua ultima partita internazionale il 14 ottobre, all'AOK Stadion di Wolfsburg, in occasione del ritorno dei sedicesimi di finale nell'edizione 2015-2016 di UEFA Women's Champions League, tra la squadra locale e le Campionesse di Serbia dello Spartak Subotica, chiudendo con un tabellino di 75 incontri nazionali diretti in carriera.
Successivamente entra nell'organico dirigenziale dell'Associazione Italiana Arbitri (AIA), inizialmente come componente della CAN D per passare alla CAN C.